# Kubotan

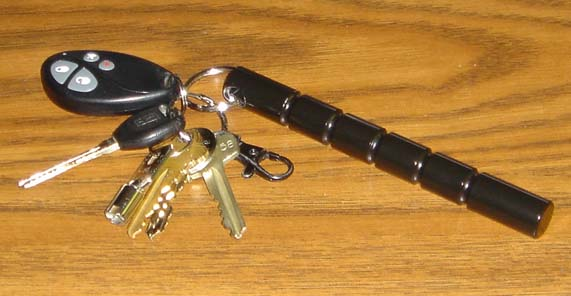
Un kubotan

Un kubotan (també conegut com a kubaton) o clauer d'autodefensa és una arma d'arts marcials que es fa servir per puncionar en determinades àrees sensibles del cos i d'aquesta forma causar dolor sense ferida. Pot ser usat com a tabó per donar cops, encara que usualment s'usa per controlar un adversari.
Consisteix en un cilindre de metall, plàstic o fusta d'un màxim de 20 cm, i una mica més estret que un retolador indeleble. Habitualment incorporat en un clauer per conveniència i per camuflar-lo, el kubotan pot semblar un ornament per a l'ull inexpert. Sovint serveix de complement a l'aerosol irritant, amb l'avantatge que no s'esgota ni es desvia pel vent.
Necessita poc entrenament per ser efectiu. Els seus diferents usos són estabilitzar el puny per a un cop de puny, aplicar-lo en punts febles del cos de l'assaltant o per aconseguir avantatge sobre els canells o els dits del rival. A més, les claus poden ser usades com un mangual, i a la inversa, agafant-lo des de les claus, pot ser usat com a fuet.

## Història
Kubotan és una marca registrada pel Mestre Soke Kubota Takayuki, que el va dissenyar originalment com a eina per a policies amb l'objectiu d'immobilitzar sospitosos sense infligir ferides greus o permanents. Va començar a ser popular en els anys 1970, quan va cridar l'atenció del departament de policia de Los Angeles, els Estats Units, i els oficials de policia van rebre classes del seu propi inventor. A causa de la seva extrema efectivitat en anul·lar la resistència de sospitosos especialment violents, mitjançant claus doloroses i cops en punts precisos, el Kubotan és sobrenomenat l'"Instrument d'ajust d'Actitud". El Kubotan es va anar estenent gradualment cap a ús civil com a auto defensa i és considerat avui en dia una arma popular referent a això.
El primer Kubotan (com el venia Soke Kubota Takayuki) és un cilindre de plàstic dur d'uns 14 cm de llarg per 1.5 cm de diàmetre amb un cèrcol inclòs. El cos està marcat per sis clivelles circulars per a un millor agafament, i hi ha una anella cargolada en un extrem per usar de clauer. Hi ha moltes altres formes i dissenys disponibles, des d'aliatges d'alumini a models amb un extrem esmolat. De qualsevol manera, aquests models són considerats més ofensius per naturalesa i no es consideren autèntics kubotans.
A causa del seu senzill disseny, qualsevol cosa cilíndrica és un kubotan en essència. Kubotans improvisats inclouen bolígrafs, retoladors, llanternes, etc. Ja que un kubotan és un simple tub de plàstic, metall o fusta, qualsevol possible regulació restrictiva podria ser, almenys, ambigua o imprecisa.

## Ús per part dels Mossos d'Esquadra
El 19 de maig de 2007, durant una manifestació de l'Assemblea d'Okupes de Barcelona, es produïren enfrontaments entre membres d'aquest col·lectiu i agents dels Mossos d'Esquadra. Un dels policies, que rebé un cop de puny durant la seva intervenció, fou fotografiat amb un kubotan punxegut a la mà, cosa que generà protestes de diversitat de col·lectius i partits.
El cos dels Mossos d'Esquadra va respondre afirmant que el kubotan no es va fer servir de manera abusiva, i que l'instrument no és antireglamentari, ja que es considera una eina d'autodefensa, no una arma.